# GP Viscaya
Das Straßenradrennen GP Viscaya (baskisch Bizkaia Sari Nagusia) war ein spanischer Radsportwettbewerb, der als Eintagesrennen von 1925 bis 1977 veranstaltet wurde.

## Geschichte
1925 wurde der GP Viscaya (vollständig Gran Premio de Vizcaya) als Wettbewerb für Berufsfahrer begründet und bis 1977 veranstaltet. Das Rennen wurde in der spanischen Provinz Biskaya im Nordwesten der Autonomen Gemeinschaft Baskenland, ausgefahren. Das Rennen hatte 32 Austragungen. Ricardo Montero, Federico Ezquerra und Txomin Perurena konnten das Rennen jeweils dreimal gewinnen.

## Palmarès
- 1925  Demetrio del Val
- 1926  Ricardo Montero
- 1927  Ricardo Montero
- 1928  nicht ausgetragen
- 1929  Jesus Dermit
- 1930  nicht ausgetragen
- 1931  Ricardo Montero
- 1932  Federico Ezquerra
- 1933  Federico Ezquerra
- 1934  Luciano Montero
- 1935  Federico Ezquerra
- 1936–1939 nicht ausgetragen
- 1940  Delio Rodríguez
- 1941  Delio Rodríguez
- 1942  Martin Mancisidor
- 1943  Julián Berrendero
- 1944  Delio Rodríguez
- 1945  Dalmacio Langarica
- 1946  Jose Lopez Gandara
- 1947  Jose Lopez Gandara
- 1948  Hortensio Vidaurreta
- 1949  Jesus Morales
- 1950–1964 nicht ausgetragen
- 1965  Italo Zilioli
- 1966  José Pérez Francés
- 1967  Luis Pedro Santamarina
- 1968  José Antonio Momeñe
- 1969  Ignacio Ascasibar
- 1970  Jesús Manzaneque
- 1971  Txomin Perurena
- 1972  Txomin Perurena
- 1973  José Grande
- 1974  Antonio Menéndez
- 1975  Txomin Perurena
- 1976  José Enrique Cima